# あぶない刑事リターンズ
『あぶない刑事リターンズ』（あぶないデカリターンズ）は、1996年9月14日に東映系で公開された日本映画である。『あぶない刑事』劇場版シリーズの第4作。
キャッチコピーは「9.14、ヨコハマ事件。」「人生、腹の立つこともあるけれど、あぶデカが戻ってくることもある。」。

## 概要
前作『もっともあぶない刑事』以来7年振りに製作された劇場版第4作。1994年に逝去した近藤課長役の中条静夫に代わり、本作より新たに新任課長・深町役として小林稔侍がキャスティングされた。
また、視覚効果プロデューサーである大屋哲男が本作よりスタッフとして招かれ、デジタル合成やコンピュータグラフィックなどのVFXや特撮を前面に出すことによるアクションシーンの大幅なスケールアップが図られているほか、音声面ではシリーズとしては初めてドルビーステレオ方式が採用された。

## ストーリー
近藤課長が定年退職して港署を去った後、新しい課長には県警本部から深町が着任。深町は問題行動の多い鷹山と大下を煙たがり、叱責を繰り返していた。
そんな中、関内の高級クラブが爆破される。鷹山と大下は負傷したホステス・樋口麻美から事情を聴取するべく病院を訪れると、麻美が何者かによって拉致される現場に出会す。地下駐車場での激しい銃撃戦の末、辛くも麻美の保護に成功する。
その後、大下は使用された爆弾の特徴を元に単独で捜査を開始、鷹山も麻美から話を聞こうとするが目立った進展もない。そんな中、大下が爆弾の主であるマッドボンバー・唐木を逮捕するとともに、銀行頭取の営利集団誘拐計画の情報を得る。計画は鷹山と大下らの活躍で失敗に終わるも、新人刑事の虎井が犯人グループに拉致されてしまう。深町の目を盗んでの独断捜査の中、「ブレーメン」という名のカルト組織の存在が浮かび上がる。

## 登場人物
柊誠
貿易会社経営者であり、国際的反体制カルト集団「ブレーメン」の最高権力者。一流総合商社・八百富物産勤務時代、社内のオンラインシステムを悪用した麻薬密輸容疑で逮捕された前歴があるが、その時に培ったコンピュータネットワーク技術を駆使し、世界中に賛同者を抱える巨大秘密結社を一代で築き上げた。
選民主義者であり、「新世界の創造」という理想の下、資金集めのために頭取集団誘拐計画を実行。さらに旧ソビエト製のSRBM「SS-30X」を密かに日本へ持ち込み、原子力発電所の破壊による大量殺戮を目論んでいた。最期は鷹山たちの活躍で計画を砕かれ、制御不能となったミサイルと運命を共する。
樋口麻美
関内のクラブに勤めるホステス。かつては八百富物産に勤めており、柊の恋人だった。
柊から手渡された花をプラスチック爆弾が仕掛けられていることも知らずにクラブへ持ち込んだことから、結果的に爆破事件に加担してしまうこととなった。償いとして柊の手にかかることを望んだが、最終的に薫や鷹山たちに救われた。
唐木保
かつて大下が逮捕した爆弾マニア。柊の異母弟であり、出所後は秋葉原の電気ジャンクショップに勤務していたが、裏では組織の手先として再び爆弾製造に手を染めていた。
爆弾の電気信管に豆電球を用いるこだわりを持ち、それが犯行を露見させる仇となった。
鷹山たちが組織と接触した直後、「これがルールだ」との言葉を遺して自決。
青柳耕作
写真家。モデルスカウトを装って薫に接近するが、その正体はブレーメンの末端構成員。薫に盗聴器を忍ばせたポシェットを渡し、警察の動向を探っていた。
木内
東横銀行頭取・渡辺の秘書だが、裏では柊の片腕として頭取集団誘拐を手引きしていた。
逗子マリーナでの銃撃戦で町田に右耳を吹き飛ばされ、最期は巨大倉庫で鷹山との格闘の末に射殺された。

## キャスト
- 鷹山敏樹 - 舘ひろし
- 真山薫 - 浅野温子
- 町田透 - 仲村トオル
- 松村優子 - 木の実ナナ
- 田中文男 - ベンガル
- 吉井浩一 - 山西道広
- 岸本猛 - 伊藤洋三郎
- 吉田春彦 - 秋山武史
- 谷村進 - 衣笠健二
- 愛川史郎 - 飯島大介
- 土橋徹 - 賀川幸史郎
- 竹田敬三 - 海一生
- 安田一郎 - 石山雄大
- 山路瞳 - 長谷部香苗
- 柊誠 - 伊原剛志
- 樋口麻美 - 大竹一重
- 虎井祐輔 - 関口知宏（新人）
- 唐木保 - 倉田てつを
- 佐伯真理 - 島崎和歌子
- 逃げる男 - 福澤朗（日本テレビ）
- 東横銀行頭取・渡辺 - 御木本伸介
- 新町銀行頭取・篠崎 - 草薙幸二郎
- 関内西銀行頭取・上原：小林勝彦
- 振興銀行頭取・磯野 - 早川雄三
- 港町銀行頭取・木下 - 久遠利三
- ピザ屋 - 田中優樹
- 木内 - 須藤正裕
- 川辺 - 城明男
- 今井 - 工藤俊作
- 山本 - 唐渡亮
- 青柳耕作 - 入江雅人
- ダンスホールの女 - 野際陽子（友情出演）
- 深町新三 - 小林稔侍
- 大下勇次 - 柴田恭兵

## スタッフ
- 製作総指揮 - 漆戸靖治（NTV）、高岩淡（東映）
- 企画 - 武井英彦、大井紀子（NTV）、黒澤満
- プロデューサー - 奥田誠治（NTV）、伊地智啓（ケイファクトリー）、服部紹男
- 脚本 - 柏原寛司、大川俊道
- 撮影 - 仙元誠三
- 照明 - 井上幸男
- 美術 - 小林正義、山崎秀満
- 録音 - 曽我薫
- 編集 - 西東清明
- 助監督 - 鳥井邦男
- 音楽 - Fuji-Yama（諸藤彰彦・山崎茂之）、オズニー・メロ
- 音楽監督 - 鈴木清司
- 音楽プロデューサー - 高桑忠男（東映音楽出版）
- 音楽プロデューサー補 - 町田尚己
- エンディングテーマ - 舘ひろし「冷たい太陽（NEW BLOOD VERSION）」
  - プロデュース - 立川直樹
  - 作詞 - 舘ひろし
  - 作曲 - 舘ひろし、久邇洋資
  - 編曲 - T2（トーマス・サワダ、玉木鉄太郎）
- 挿入歌 - 柴田恭兵「RUNNING SHOT」
  - 作詞 - 吉松隆、門間裕
  - 作曲・編曲 - 吉松隆
- 挿入曲 - 「DAY BREAK SOMEONE」
  - 作曲・編曲 - 大野雄二
- オリジナルサウンドトラック盤 発売 - ファンハウス
- 音響効果 - 真道正樹（原田サウンド）
- スタジオ - 東映東京撮影所
- ガン・アドバイザー - BIGSHOT
- VFXプロデューサー - 大屋哲男（マリンポスト）
- CG - マリンポスト、オムニバス・ジャパン、日本テレビ放送網編成局美術制作部、東映化学デジタルテック
- ミニチュア - 特殊美術GAM、亀甲船
- ダンス指導 - わたりダンススタジオ
- 出版担当 - 堀越徹（NTV）
- 現像 - 東映化学
- 協賛 - NEC、フィアットアンドアルファ・ロメオ・モータース・ジャパン、三菱自動車
- 制作協力 - セントラル・アーツ
- 配給 - 東映
- 監督 - 村川透
- 製作 - あぶない刑事製作委員会（日本テレビ放送網、東映）

## 映像ソフト
DVD
2002年12月21日発売。販売元：VAP　VPBT11595／4,500円（税別）
- カラー本編110分

映像特典
- シークレットファイル、劇場予告、フォトギャラリー

Blu-ray
2012年9月21日発売。販売元：VAP　VPXT-71225／4,800円（税別）/本編110分+特典映像 片面・二層/MPEG-4/AVC/16:9ビスタサイズ 1080i High-Definition（本編のみ）/ リニアPCM2.0ch
映像特典
- スタッフ座談会 ~あぶデカをつくった男たち~リターンズ編（丸山昇一×柏原寛司×一倉治雄）、『あぶない刑事』劇場6作品予告編集

## テレビ放送
地上波
全て日本テレビ系「金曜ロードショー」での放送。
| 回数  | 放送日         |
| ----- | -------------- |
| 初回  | 1997年10月17日 |
| 2回目 | 2000年6月30日  |

BS
2024年5月18日、『帰ってきた あぶない刑事』の公開を記念した映画版『あぶない刑事』シリーズ4週連続放送の第1弾としてBS日テレで放送された。

## 補足
- 前半の銀行頭取誘拐エピソードは、1979年に放映されたテレビドラマ『大都会 PARTIII』第37話「頭取集団誘拐」を原案としている。脚本を担当した柏原寛司が、「頭取～」の脚本家である浅井達也からプロットの使用許諾を得た上で執筆したという。[6]
- 本作は劇場公開時、鷹山・大下と町田との電話でのやりとりのシーンにおいて、「お前、この間紹介した鷲尾って子どうしたんだよ?」という楽屋落ち的なセリフが存在したが、このセリフはビデオソフト化の際に騒音の効果音を被せる形で音声修正された。現在は地上波放送・DVDなどもこの音声修正ヴァージョンがデフォルトとなっているが、2003年5月4日、東映の資本外である日本映画専門チャンネルにて音声修正されていない劇場公開ヴァージョンのプリントが放送されている。その後、日本映画専門チャンネル2012年10月1日放送分では音声修正ヴァージョンが放送された。

## 関連商品
ノベライズ
あぶない刑事リターンズ アドリブ完全版（編著：樹山かすみ / 刊行：日本テレビ出版部）
ムック本
あぶない刑事リターンズ メモリアル・コレクション（刊行：日本テレビ出版部）